# Museo del cane - Foof
Foof è un museo situato nel comune italiano di Mondragone. È l'unico museo in Europa interamente dedicato al cane. 

## Descrizione
Si tratta di museo di 20.000 m²: in una zona ci sono esposti reperti antichi che raccontano l'evoluzione e la storia del cane e in un'altra ci sono animali vivi di razze provenienti da ogni parte del mondo. Il museo ha ottenuto il Riconoscimento Museo innovativo al XXX convegno Nazionale ANMLI (Associazione nazionale musei locali e istituzionali) e ha ricevuto una menzione speciale al concorso 'la fabbrica nel paesaggio' promosso dalla Federazione Italiana Club Unesco. Nel 2014 è stato visitato da 38.000 persone, di cui 18.000 alunni di scuole in visita didattica. Il museo ha il patrocinio del Ministero della pubblica istruzione, del Consiglio regionale della Campania e della Provincia di Caserta ed ha una convenzione con la Facoltà di Medicina veterinaria dell'Università degli studi di Napoli Federico II.